# 比方丹
比方丹（法語：Biffontaine，法語發音：[bifɔ̃tɛn] ⓘ）是法国大東部大區孚日省的一个市镇，属于孚日圣迪耶区。

## 地理
比方丹（48°12'40"N, 6°48'17"E）面积8.88 平方千米，位于法国大東部大區孚日省，该省份为法国东北部内陆省份，北起默兹省和默尔特-摩泽尔省，西接上马恩省，南至上索恩省和贝尔福地区省，东临上莱茵省和下莱茵省。
与比方丹接壤的市镇（或旧市镇、城区）包括：拉乌西耶尔、莱普利耶尔、比唐河畔贝尔蒙、布瓦德尚、拉沙佩勒-德旺布吕耶尔。
比方丹的时区为UTC+01:00、UTC+02:00（夏令时）。

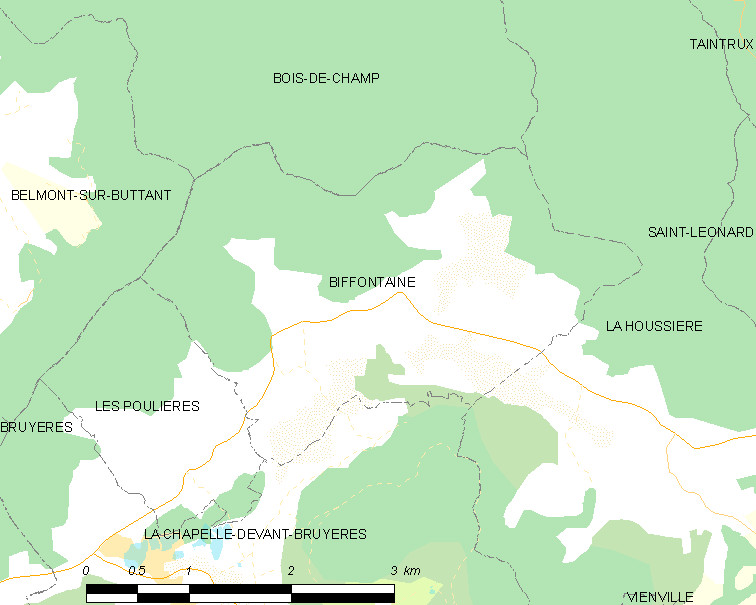
比方丹的OSM定位图

## 行政
比方丹的邮政编码为88430，INSEE市镇编码为88059。

## 政治
比方丹所属的省级选区为布吕耶尔县。

## 人口

1962-2008年间比方丹人口变化图示

比方丹于2022年1月1日时的人口数量为393人。